# 白井市
白井市（日语：／ Shiroi shi */?）是千葉縣西北部的一市。自明治以来，以梨樹的種植而聞名。往東京都特別區部的通勤率達28.7%（平成22年國勢調査）。

## 概要
位於東京都心25公里圈內。以前是純農村地帶，1979年北總線開通、「千葉新市鎮」入住開始後人口開始成長，成為東京的臥城之一。另一方面，北部仍保留豐富的自然環境。

## 地理
- 北總線東西橫斷市域。主要幹道有東西向的國道464號（日语：国道464号）與南北向的國道16號、木下街道（日语：千葉県道59号市川印西線）。
- 與印西市、佐倉市、四街道市、成田市、八街市、富里市及印旛郡2町合稱印旛地域，是印旛地域最靠近東京的地區。
- 地形上分為下總台地（日语：下総台地）（標高約20～30公尺）與河岸低地（谷津田（日语：谷戸））。北鄰手賀沼，市內主要河川有神崎川（日语：神崎川 (千葉県)）與二重川（印旛沼水系）、金山落（手賀沼水系）。

### 鄰接自治體
- 船橋市
- 柏市
- 鎌谷市
- 印西市
- 八千代市

## 歷史
- 市名由來：取自於木下道宿場所在的白井地區。

### 沿革
- 1885年（明治22年）4月1日 - 町村制施行，白井橋本村、神神廻村、根村、名內村、富塚村、折立村、腹村、木村、中村、中村新田、今井新田合併成立印旛郡白井村[1]。同時與相鄰的谷清村（日语：谷清村）組成白井村谷清村組合村。
- 1912年（大正2年）4月1日 - 谷清村編入永治村（日语：永治村），白井村谷清村組合村廢止。
- 1954年（昭和29年）12月1日 - 永治村一部分（平塚與舊谷清村）編入。
- 1964年（昭和39年）9月1日 - 町制施行，為白井町。
- 1979年（昭和54年）3月9日 - 北總線開通。千葉新市鎮（日语：千葉ニュータウン）入住開始。
- 2001年（平成13年）4月1日 - 市制施行，為白井市。

### 市域變遷
| 1868年 以前 | 1868年 以前   | 1872年 (明治5) | 1874年 (明治7) | 1875年 (明治8) | 1889年 (明治22) 4月1日 | 1889年 (明治22) 4月1日 | 1913年 (大正2) 4月1日   | 1954年 (昭和29) 12月1日 | 1964年 (昭和39) 9月1日 | 2001年 (平成13) 4月1日 | 現在   |
| ----------- | ------------- | -------------- | -------------- | -------------- | ---------------------- | ---------------------- | ----------------------- | ----------------------- | ---------------------- | ---------------------- | ------ |
|             | 輕井澤新田    | 輕井澤新田     | 輕井澤新田     | 根村           | 東葛飾郡 鎌谷村        | 東葛飾郡 鎌谷村        | 東葛飾郡 鎌谷村         | 東葛飾郡 鎌谷村         | 東葛飾郡 鎌谷町        | 鎌谷市                 | 鎌谷市 |
|             | 白井木戶新田  | 白井木戶新田   | 白井木戶新田   | 根村           | 白井村                 | 白井谷清村組合村       | 白井村 組合村 解除      | 白井村                  | 町制                   | 市制                   | 白井市 |
|             | 中木戶新田    |                |                | 根村           | 白井村                 | 白井谷清村組合村       | 白井村 組合村 解除      | 白井村                  | 町制                   | 市制                   | 白井市 |
|             | 七次村        |                |                | 根村           | 白井村                 | 白井谷清村組合村       | 白井村 組合村 解除      | 白井村                  | 町制                   | 市制                   | 白井市 |
|             | 白井橋本村    |                |                |                | 白井村                 | 白井谷清村組合村       | 白井村 組合村 解除      | 白井村                  | 町制                   | 市制                   | 白井市 |
|             | 神神廻村      |                |                |                | 白井村                 | 白井谷清村組合村       | 白井村 組合村 解除      | 白井村                  | 町制                   | 市制                   | 白井市 |
|             | 名內村        |                |                |                | 白井村                 | 白井谷清村組合村       | 白井村 組合村 解除      | 白井村                  | 町制                   | 市制                   | 白井市 |
|             | 富塚村        |                |                |                | 白井村                 | 白井谷清村組合村       | 白井村 組合村 解除      | 白井村                  | 町制                   | 市制                   | 白井市 |
|             | 折立村        |                |                |                | 白井村                 | 白井谷清村組合村       | 白井村 組合村 解除      | 白井村                  | 町制                   | 市制                   | 白井市 |
|             | 長殿村        | 長殿村         | 腹村           | 腹村           | 白井村                 | 白井谷清村組合村       | 白井村 組合村 解除      | 白井村                  | 町制                   | 市制                   | 白井市 |
|             | 法目村        |                | 腹村           | 腹村           | 白井村                 | 白井谷清村組合村       | 白井村 組合村 解除      | 白井村                  | 町制                   | 市制                   | 白井市 |
|             | 富谷村        |                | 腹村           | 腹村           | 白井村                 | 白井谷清村組合村       | 白井村 組合村 解除      | 白井村                  | 町制                   | 市制                   | 白井市 |
|             | 富澤村        |                | 腹村           | 腹村           | 白井村                 | 白井谷清村組合村       | 白井村 組合村 解除      | 白井村                  | 町制                   | 市制                   | 白井市 |
|             | 所澤村        | 所澤村         | 木村           | 木村           | 白井村                 | 白井谷清村組合村       | 白井村 組合村 解除      | 白井村                  | 町制                   | 市制                   | 白井市 |
|             | 野口村        |                | 木村           | 木村           | 白井村                 | 白井谷清村組合村       | 白井村 組合村 解除      | 白井村                  | 町制                   | 市制                   | 白井市 |
|             | 中村新田      | 中村新田       | 中村           | 中村           | 白井村                 | 白井谷清村組合村       | 白井村 組合村 解除      | 白井村                  | 町制                   | 市制                   | 白井市 |
| 中村新田    | 中村新田      | 中村新田       |                |                | 白井村                 | 白井谷清村組合村       | 白井村 組合村 解除      | 白井村                  | 町制                   | 市制                   | 白井市 |
|             | 今井新田      |                |                |                | 白井村                 | 白井谷清村組合村       | 白井村 組合村 解除      | 白井村                  | 町制                   | 市制                   | 白井市 |
|             | 印西牧 一部分 | 十余一村       | 十余一村       | 十余一村       | 谷清村                 | 白井谷清村組合村       | 編入 永治村 組合村 解除 | 編入 白井村             | 町制                   | 市制                   | 白井市 |
|             | 谷田村        |                |                |                | 谷清村                 | 白井谷清村組合村       | 編入 永治村 組合村 解除 | 編入 白井村             | 町制                   | 市制                   | 白井市 |
|             | 清戶村        |                |                |                | 谷清村                 | 白井谷清村組合村       | 編入 永治村 組合村 解除 | 編入 白井村             | 町制                   | 市制                   | 白井市 |
|             | 平塚村        | 平塚村         | 平塚村         | 平塚村         | 永治村                 | 永治村                 | 永治村                  | 編入 白井村             | 町制                   | 市制                   | 白井市 |
|             | 浦部村        | 浦部村         | 浦部村         | 浦部村         | 永治村                 | 永治村                 | 永治村                  | 印西町                  | 印西町                 | 印西市                 | 印西市 |
|             | 小倉村        |                |                |                | 永治村                 | 永治村                 | 永治村                  | 印西町                  | 印西町                 | 印西市                 | 印西市 |
|             | 和泉村        |                |                |                | 永治村                 | 永治村                 | 永治村                  | 印西町                  | 印西町                 | 印西市                 | 印西市 |
|             | 白幡村        |                |                |                | 永治村                 | 永治村                 | 永治村                  | 印西町                  | 印西町                 | 印西市                 | 印西市 |
|             | 浦幡新田      |                |                |                | 永治村                 | 永治村                 | 永治村                  | 印西町                  | 印西町                 | 印西市                 | 印西市 |
|             | 浦部新田      |                |                |                | 永治村                 | 永治村                 | 永治村                  | 印西町                  | 印西町                 | 印西市                 | 印西市 |
|             | 高西新田      |                |                |                | 永治村                 | 永治村                 | 永治村                  | 印西町                  | 印西町                 | 印西市                 | 印西市 |

### 合併構想
2003年，與印西市、印旛村、本埜村共2市2村開始研究自治體合併，2003年4月1日成立「印西市、白井市、印旛村、本埜村合併協議會」，但未能通過2004年7月的公投，合併中止。

## 人口
| 白井市人口分布圖 |                                               |  |
| 白井市與日本全國年齡別人口分布比較圖 （2005年資料） | 白井市的年齡、男女別人口分布圖 （2005年資料） |  |
| ■紫色是白井市 ■綠色是全国 | ■藍色是男性 ■紅色是女性                       |  |
| 白井市人口變化 \| 1970年 \| 10,509人 \| \| \| 1975年 \| 12,968人 \| \| \| 1980年 \| 24,974人 \| \| \| 1985年 \| 32,214人 \| \| \| 1990年 \| 37,082人 \| \| \| 1995年 \| 47,450人 \| \| \| 2000年 \| 50,431人 \| \| \| 2005年 \| 53,005人 \| \| \| 2010年 \| 60,345人 \| \| \| 2015年 \| 61,674人 \| \| \| 2020年 \| 62,441人 \| \| |                                               |  |
| 資料來源：日本總務省統計中心提供之人口普查數據 |                                               |  |
| 1970年 | 10,509人                                      |  |
| 1975年 | 12,968人                                      |  |
| 1980年 | 24,974人                                      |  |
| 1985年 | 32,214人                                      |  |
| 1990年 | 37,082人                                      |  |
| 1995年 | 47,450人                                      |  |
| 2000年 | 50,431人                                      |  |
| 2005年 | 53,005人                                      |  |
| 2010年 | 60,345人                                      |  |
| 2015年 | 61,674人                                      |  |
| 2020年 | 62,441人                                      |  |

## 行政
- 市長：伊澤史夫（日语：伊澤史夫）（いざわ ふみお，第二任）

### 警察
- 千葉縣警察（日语：千葉県警察）
- 印西警察署（日语：印西警察署）管轄
  - 西白井站前交番
  - 白井站前交番
  - 白井交番

### 消防
- 印西地區消防組合（日语：印西地区消防組合）
  - 白井消防署
  - 西白井消防署

### 行政機關
- 白井市役所
- 白井市役所派出所
  - 白井站前中心
  - 西白井複合中心
  - 富士中心
  - 櫻台中心

### 郵局
- 日本郵便
  - 白井郵便局
  - 本白井郵便局
  - 白井富士郵便局
  - 西白井站前郵便局

### 銀行
- 千葉銀行
  - 白井支店
- 千葉興銀（日语：ちば興銀）
  - 白井支店
- 京葉銀行（日语：京葉銀行）
  - 白井支店

## 經濟
- 主要產業：果樹栽培
  - 梨、葡萄、奇異果、栗
    - 梨的生產開始於明治時代，現在農家數、栽培面積、生產量皆為縣內第一[2]。

## 姊妹都市、友好携市

### 日本國外
- 坎帕斯皮（英语：Shire of Campaspe）（澳洲維多利亞省）
1998年2月13日簽署友好都市協定書。

## 地域

### 西白井、白井地區
- 本市西部，隨著千葉新市鎮（日语：千葉ニュータウン）的開發而發展。西白井站與白井站周邊公寓、住宅林立。另一方面，新市鎮開發區域以外可見到農地與住宅混雜的城市蔓延現象。此外，日本中央競馬會競馬學校（日语：競馬学校）也在此地。

### 櫻台地區
- 本市東部，屬千葉新市鎮中央區域。本區域有UR集合住宅群與社會保險大學校（日语：社会保険大学校），最近車站是千葉新市鎮中央站（印西市）。市界有永旺夢樂城千葉新市鎮（日语：イオンモール千葉ニュータウン）（印西市）。

### 北部地區
- 除了白井工業團地，也保留許多自然環境。下總台地（日语：下総台地）上多果園與雜木林，谷津田（日语：谷戸）等低地可見水田。國道16號沿線有許多路邊型商店。

### 住宅團地
- 堀込團地
- 堀込第二團地
- 南山團地
- 大山口團地
- 清水口團地

## 商業

### 本社位於市內的企業
- 千代田食品
- 食鮮館比富美（ヒフミ）

### 設置事業所或工廠的企業
- 福田電子（日语：フクダ電子）
- 養樂多

### 主要商業設施
- 丸悅（日语：マルエツ）
  - 白井店
  - 西白井店
- 東武store（日语：東武ストア）白井店
- Tou's（トウズ）白井站前店
- NARITAYA（日语：ナリタヤ）
  - 白井店
  - 千葉新市鎮店
- Taiyo（日语：タイヨー (茨城県)）SHIROI MART
- LANDROME（日语：ランドロームジャパン）西白井店
- 宜德利千葉新市鎮店
- Keiyo D2（日语：ケーヨー）白井HOME CENTER店
- ROYAL HOME CENTER（日语：ロイヤルホームセンター）白井店
- K's Denki（日语：ケーズホールディングス）
  - 白井店
  - 白井站前店

## 教育

### 高等學校
- 千葉縣立白井高等學校（日语：千葉県立白井高等学校）

### 中學校
- 白井市立白井中學校
- 白井市立大山口中學校（日语：白井市立大山口中学校）
- 白井市立南山中學校
- 白井市立七次台中學校
- 白井市立櫻台中學校（日语：白井市立桜台中学校）

### 小學校
- 白井市立白井第一小學校
- 白井市立白井第二小學校
- 白井市立白井第三小學校（日语：白井市立白井第三小学校）
- 白井市立大山口小學校（日语：白井市立大山口小学校）
- 白井市立清水口小學校
- 白井市立南山小學校
- 白井市立七次台小學校
- 白井市立池之上小學校
- 白井市立櫻台小學校（日语：白井市立桜台小学校）

### 學校教育以外的設施
- 社会保險大學校（日语：社会保険大学校）
- 中央自動車大學校（日语：中央自動車大学校）
- 日本中央競馬會競馬學校（日语：競馬学校）

## 交通

### 鐵路
北總鐵道
- 北總線：白井站 - 西白井站

### 巴士
- 船橋新京成巴士（日语：船橋新京成バス）
- 千葉彩虹巴士（日语：ちばレインボーバス）
- 市內循環巴士（日语：白井市循環バス）「ナッシー号」（社區巴士）

### 道路
一般國道
- 國道16號
- 國道464號（日语：国道464号）（北千葉道路）

都道府縣道
- 主要地方道
  - 千葉縣道59號市川印西線（日语：千葉県道59号市川印西線）（木下街道）
- 一般縣道
  - 千葉縣道280號白井流山線（日语：千葉県道280号白井流山線）
  - 千葉縣道189號千葉新市鎮北環狀線（日语：千葉県道189号千葉ニュータウン北環状線）
  - 千葉縣道191號西白井停車場線（日语：千葉県道191号西白井停車場線）
  - 千葉縣道192號白井停車場線（日语：千葉県道192号白井停車場線）

## 觀光

### 名勝、古蹟
- 瀧田家住宅（國家重要文化財）
- 「清戶之泉」
  - 平安時代初期的龍神傳說。「白井」也傳聞是源自於此傳說。
- 木下道（現木下街道、縣道市川印西線）宿場、「鮮魚道（なまみち）」
- 今井之櫻
- 藥王寺（日语：薬王寺 (白井市)）
  - 藥王寺是市內最古老的寺，傳聞是平安時代前期開基。
- 延命寺（日语：延命寺 (白井市)）
- 來迎寺（日语：来迎寺 (白井市)）
- 秋本寺（日语：秋本寺）
- 神宮寺（日语：神宮寺 (白井市)）
- 東光院（日语：東光院 (白井市)）
- 長樂寺（日语：長楽寺 (白井市)）
- 宗像神社（日语：宗像神社 (白井市)）
- 天神社（日语：天神社 (白井市)）
- 愛宕神社（日语：愛宕神社 (白井市)）
- 御手洗池（日语：みたらしの池）

### 觀光地
- 白井木戶公園
  - 電影《談談情跳跳舞》拍攝地。

### 博物館、資料館
- 白井市鄉土資料館
- 白井算盤（そろばん）博物館

## 備註
1. ↑  角川日本地名大辞典より。
2. ↑  白井市ホームページより（2010年4月閲覧）

## 外部連結
行政
- 白井市 （页面存档备份，存于）